# Rebmanngletsjer
De Rebmanngletsjer is een gletsjer op de Kibo, de hoogste vulkaan van de Kilimanjaro in Tanzania. De gletsjer bevindt zich vlak bij Uhuru Peak, de hoogste top van de vulkaan. Het is een restant van de oorspronkelijke ijskap die de top van de vulkaan ooit geheel bedekte. In de periode tussen oktober 1912 en juni 2011 verdween bijna 85 procent van de oorspronkelijke ijsmassa.
De Rebmanngletsjer is vernoemd naar de Duitse missionaris Johannes Rebmann. Hij was in 1848 de eerste Europeaan die de Kilimanjaro bezocht en maakte voor het eerst melding van zijn besneeuwde top.

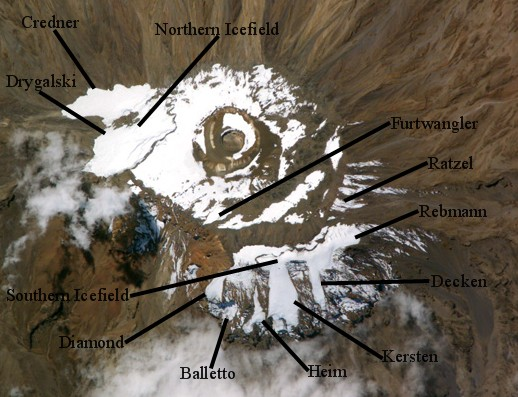
NASA-foto van de gletsjers op de Kibo in 2004